# Markus Rupitsch
Markus Rupitsch (* 8. November 1997) ist ein ehemaliger österreichischer Skispringer.

## Werdegang
Rupitsch feierte sein Debüt in einem internationalen Wettbewerb am 14. Dezember 2013, als er bei einem Springen im Alpencup auf der Toni-Seelos-Olympiaschanze in Seefeld in Tirol Platz 43 unter 67 Teilnehmern belegte. Am Folgetag erreichte er mit dem 26. Platz erstmals die Punkteränge. Am 14. Februar 2014 wurde er erstmals im FIS-Cup eingesetzt und erreichte mit Platz drei auf Anhieb eine Podiumsplatzierung. Auch in der Folgezeit sprang er überwiegend in diesen beiden Wettkampfserien.
Am 7./8. Januar 2015 kam er auf der Toni-Seelos-Olympiaschanze in Seefeld in Tirol zu seinen ersten Einsätzen im Continental-Cup. Nachdem er im ersten Springen als 31. noch knapp die Punkteränge verpasst hatte, ersprang er sich mit Platz zwei am Folgetag seinen Continental-Cup-Punkt. In der Folgezeit sprang er wieder im Alpencup, erreichte aber bei seinen nächsten Continental-Cup-Einsätzen im September 2015 in Stams erneut die Punkteränge. Trotzdem wurde er in der Folge wieder fast ausschließlich im Alpencup eingesetzt. Zu höheren Weihen kam er erst wieder im Februar 2017, als er für die Nordischen Junioren-Skiweltmeisterschaften in Park City nominiert wurde. Dort erreichte er nach dem zehnten Platz im Einzelwettbewerb mit seinen Mannschaftskameraden Mika Schwann, Clemens Leitner und Janni Reisenauer die Bronzemedaille im Mannschaftsspringen und mit Claudia Purker, Sophie Mair und Janni Reisenauer Platz fünf im Mixed-Teamwettbewerb. Anschließend wurde er noch im Februar in Brotterode erneut im Continental-Cup eingesetzt, verpasste aber die Punkteränge. Nachdem er im September 2017 je ein FIS-Cup-Springen in Kandersteg und Râșnov gewinnen konnte, wurde er erneut im Continental-Cup eingesetzt und ersprang sich auf der Trambulina Valea Cărbunării in Râșnov mit Platz zehn und Platz 13 seine bisher besten Ergebnisse in dieser Wettkampfserie. Nach diesem Erfolg wurde er für das Sommer-Grand-Prix-Springen in Hinzenbach berücksichtigt. Zwar konnte er sich für den Wettkampf qualifizieren, verpasste dann aber als 34. die Punkteränge. Die folgende Wintersaison pendelte er zwischen Continental-Cup und FIS-Cup. Am 5. Januar 2018 wurde er im Rahmen der nationalen Gruppe für die Qualifikation zum Abschlussspringen der Vierschanzentournee 2017/18 nominiert, scheiterte aber als 63. deutlich.
Im Sommer 2018 begann er zunächst im FIS-Cup. Nach einigen guten Ergebnissen dort, wurde er für die beiden Grand-Prix-Springen am 22. und 23. September 2018 auf der Trambulina Valea Cărbunării in Râșnov nominiert und erreichte beim zweiten Springen mit Platz 29 seine ersten Punkte auf dem höchsten Leistungslevel, nachdem er beim ersten Springen noch disqualifiziert wurde. Auch für das letzte Springen der Serie in Hinzenbach qualifizierte er sich, verpasste aber vor heimischen Publikum als 48. die Punkteränge deutlich. Am 29. Januar 2022 qualifizierte er sich in Willingen erstmals für ein Weltcupspringen und erreichte als 24. gleich die Punkteränge. Diesen Erfolg konnte er lediglich am 18. Februar 2023, als er im rumänischen Râșnov ebenfalls 24. wurde.
Im Februar 2024 gab Rupitsch sein Karriereende bekannt.

## Statistik

### Weltcup-Platzierungen
| Saison  | Platz | Punkte |
| ------- | ----- | ------ |
| 2021/22 | 069.  | 007    |
| 2022/23 | 073.  | 007    |

### Grand-Prix-Platzierungen
| Saison | Platz | Punkte |
| ------ | ----- | ------ |
| 2018   | 079.  | 002    |
| 2022   | 066.  | 009    |
| 2023   | 047.  | 040    |

### Continental-Cup-Platzierungen
| Saison  | Platz | Punkte |
| ------- | ----- | ------ |
| 2014/15 | 179.  | 001    |
| 2015/16 | 134.  | 017    |
| 2017/18 | 079.  | 069    |
| 2019/20 | 101.  | 043    |
| 2021/22 | 053.  | 159    |
| 2022/23 | 058.  | 081    |